# Теа Обрехт
Теа Обрехт (Београд, 30. септембар 1985) америчко-српска је књижевница из Београда. Њен дебитантски роман Тигрова жена био је на листама бестселера у САД и Великој Британији. За исти је 2011. године добила Оринџ награду за књижевност.

## Биографија
Теа Обрехт је рођена као Теа Бајрактаревић 30. септембра 1985. у Београду, где је и живела до своје седме године. Када је почео рат у Хрватској и распад Југославије, њена мајка Маја, економиста по струци, нашла је посао на Кипру. На Кипру су им се придружили и Мајини родитељи Стефан и Захида Обрехт. После 18 месеци сви се селе у Каиро где је деда Стефан, авио-инжењер, нашао посао. Три године касније, опет се селе, прво у Атланту, потом у Пало Алто у Калифорнији.
Теа је била изузетан ученик. Прескочила је два разреда, и са 16 година се уписала на Универзитет у Јужној Калифорнији. Мастер студије из лепих уметности завршила је на Корнелу.
У част свог деде, променила је презиме у Обрехт.
Сад живи у Њујорку и предаје на Хантер колеџу.

## Књижевни рад
За роман Тигрова жена добила је Оринџ награду за најбољи женски роман 2011. и била финалиста за књигу године (National Book Award). Њујорк тајмс га је уврстио међу 10 најбољих књига за 2011. годину. 
Њујоркер ју је уврстио међу двадесет најбољих америчких писаца млађих од четрдесет година, као и у листу 5 испод 35.
Њене кратка прича Смех објављена је у часопису Атлантик и у антологији Најбоље америчке кратке приче 2010. Објављивала је приче и у Њујоркеру и Гардијану. Есеј о лову на вампире објавио је Харпер.
Објављивање њеног другог романа Унутрашњост најављено је за 2019. годину.

## Дела

### Романи
- Obreht, Téa (2011). The Tiger’s Wife. London: Weidenfeld & Nicolson. ISBN 978-0-385-34383-1.
- Obreht, Téa (2019). Inland. United States: Random House. ISBN 9780593132678.

### Кратке приче
- "The Laugh", The Atlantic, Fiction Issue (Август 2009)
- "The Sentry", The Guardian, Summer Short Story Special (Лето 2010)

### Есеји и чланци
- "Twilight of The Vampires: Hunting the Real-Life Undead", Harper's Magazine (Новембар 2010)
- Obreht, Téa (19—26. 12. 2016). „David Attenborough”. Visionaries. The New Yorker. св. 92 бр. 42. стр. 104.[10]